# Itana Grbić
Itana Grbić (n. 1 septembrie 1996, în Podgorica) este o handbalistă muntenegreană care joacă pentru ŽRK Budućnost și pentru echipa națională a Muntenegrului pe postul de extremă stânga.
Din 2019 până în 2020, handbalista a evoluat pentru echipa românească CSM București.
Itana este sora mai mică a fotbalistului munentegrean Petar Grbić.

## Palmares
- Campionatul Macedoniei de Nord:
  - Câștigătoare: 2015

- Cupa Macedoniei de Nord:
  -  Câștigătoare: 2015

- Liga Campionilor EHF:
  - Locul 3: 2015

## Distincții individuale
- Cea mai bună extremă stânga de la Campionatul Mondial pentru Junioare: 2014[6]